# Tőketartalék
A tőketartalék egy számviteli kifejezés. A tőketartalék a mérlegben a  saját tőke része. Ez a tétel szolgál minden olyan hozzájárulás elismerésére, melyet a gazdálkodó tulajdonosaitól a jegyzett tőkén (részvénytársaság esetében a részvények névértékén) felül visszafizetési kötelezettség nélkül kap. Ezt a többletet nevezik ázsiónak is. Egyéb tételek is kerülhetnek a tőketartalékba, melyeket a jogszabály ide rendel elszámolni, ezek természetükben hasonlóak az ázsióhoz.

## Háttér
Sok cég bocsát ki részvényt, úgy, hogy annak névértéke a forgalomban lévő (közel) legkisebb értékű törvényes fizetési eszköz (például 1 dollár vagy ezer forint), de a részvény kibocsátásakor a megszerzőnek többet kell fizetni. Ezt a többletet (ázsiót) a tőketartalékba kell helyezni.

## Példa
Egy céget alapítottak, mely 100 darab 1000 Ft névértékű részvényt bocsát ki (alapításkor). Ezeket a tulajdonosok darabonként 1500 forintért vásárolták meg. A tulajdonosok utalással fizettek.
A bejegyzés és a pénz beérkezése után így néz ki a cég mérlege (adatok eFt-ban):
- Eszközök: 150
  - Pénzeszközök: 150
    - Bankbetétek: 150

- Források: 150
  - Saját tőke: 150
    - Jegyzett tőke: 100
    - Tőketartalék:    50